# Почесні звання СРСР
Почесне звання в СРСР — одна із форм найбільш високого визнання державою і суспільством заслуг громадян і колективів, які відзначилися.
Згідно Конституції СРСР (стаття 121, пункт 9) встановлення і присвоєння почесних звань відносится до компетенції Президії Верховної Ради СРСР. Відповідно із Загальним положенням про ордени, медалі і почесні звання, яке затверджене Указом Президії Верховної Ради СРСР від 3 липня 1979 року:

## Вищими ступенями відзнаки в СРСР є звання
| звання                     | дата заснування | категорія у Вікіпедії                |
| -------------------------- | --------------- | ------------------------------------ |
| Герой Радянського Союзу    | 16 квітня 1934  | Категорія:Герої Радянського Союзу    |
| Герой Соціалістичної Праці | 27 грудня 1938  | Категорія:Герої Соціалістичної Праці |
| Місто-герой                | 8 травня 1965   | Категорія:Міста-герої                |
| Фортеця-герой              | 8 травня 1965   |                                      |
| Мати-героїня               | 8 липня 1944    | Категорія:Матері-героїні (СРСР)      |

## Встановлені наступні почесні звання СРСР
| звання                                            | дата заснування | категорія у Вікіпедії                                       |
| ------------------------------------------------- | --------------- | ----------------------------------------------------------- |
| Народний артист СРСР                              | 6 вересня 1936  | Категорія:Народні артисти СРСР                              |
| Народний художник СРСР                            | 16 липня 1943   | Категорія:Народні художники СРСР                            |
| Народний архітектор СРСР                          | 12 серпня 1967  | Категорія:Народні архітектори СРСР                          |
| Народний лікар СРСР                               | 25 жовтня 1977  | Категорія:Народні лікарі СРСР                               |
| Народний учитель СРСР                             | 30 грудня 1977  | Категорія:Народні вчителі СРСР                              |
| Льотчик-космонавт СРСР                            | 14 квітня 1961  | Категорія:Льотчики-космонавти СРСР                          |
| Заслужений льотчик-випробувач СРСР                | 14 серпня 1958  | Категорія:Заслужені льотчики-випробувачі СРСР               |
| Заслужений штурман-випробувач СРСР                | 14 серпня 1958  | Категорія:Заслужені штурмани-випробувачі СРСР               |
| Заслужений військовий льотчик СРСР                | 26 січня 1965   | Категорія:Заслужені військові льотчики СРСР                 |
| Заслужений військовий штурман СРСР                | 26 січня 1965   | Категорія:Заслужені військові штурмани СРСР                 |
| Заслужений пілот СРСР                             | 30 вересня 1965 | Категорія:Заслужені пілоти СРСР                             |
| Заслужений штурман СРСР                           | 30 вересня 1965 | Категорія:Заслужені штурмани СРСР                           |
| Заслужений винахідник СРСР                        | 28 грудня 1981  | Категорія:Заслужені винахідники СРСР                        |
| Заслужений працівник сільського господарства СРСР | 31 травня 1982  | Категорія:Заслужені працівники сільського господарства СРСР |
| Заслужений парашутист-випробувач СРСР             | 13 липня 1984   | Категорія:Заслужені парашутисти-випробувачі СРСР            |
| Заслужений меліоратор СРСР                        | 26 жовтня 1984  | Категорія:Заслужені меліоратори СРСР                        |
| Заслужений конструктор СРСР                       | 14 червня 1985  | Категорія:Заслужені конструктори СРСР                       |
| Заслужений технолог СРСР                          | 14 червня 1985  | Категорія:Заслужені технологи СРСР                          |
| Заслужений машинобудівник СРСР                    | 16 серпня 1985  | Категорія:Заслужені машинобудівники СРСР                    |

Особам, які удостоєні Ленінської премії або Державної премії СРСР, державних премій союзних республік, присвоювалися звання лауреатів цих премій.
До числа почесних звань в Збройних Силах СРСР відносилися гвардійські звання і військові почесні найменування.
З метою заохочення робітників, які відзначилися, їм присвоювалися відповідними міністерствами, відомствами спільно з центральними комітетами професійних спілок галузеві почесні звання:
- Заслужений працівник промисловості СРСР, Заслужений будівельник СРСР, Заслужений працівник транспорту СРСР, Заслужений працівник зв'язку СРСР, Заслужений фахівець збройних сил СРСР;
- Почесний гірник, Почесний металург, Почесний шахтар та інші, а також звання кращого працівника за професією даного міністерства, відомства.

Присвоювання театрам і художнім колективам почесного звання «академічний» проводилося Міністерством культури СРСР.
За досягнення і заслуги в області спорту почесні звання присвоювалися Державним комітетом СРСР по фізичній культурі і спорту при Раді Міністрів СРСР: Заслужений майстер спорту СРСР (з 27 травня 1934 року) і Заслужений тренер СРСР (з 24 березня 1956 року).
На багатьох підприємствах, установах і організаціях були встановлені і присвоювалисяпочесні звання даного колективу (Заслужений працівник підприємства, Кадровий працівник, Ветеран праці, Почесний ветеран праці, Заслужений майстер підприємства, Кращий працівник за професією, посадою та інше).
Зразковим статутом колгоспу 1969 року було передбачено присвоєння звання Заслужений колгоспник і Почесний колгоспник.
За підсумками соціалістичного змагання застосовувалось присвоєння колективам звання: Кращий цех підприємства (об'єднання), Краща бригада цеху (підприємства, об'єднання), Краща ділянка цеху (підприємства, об'єднання). Ради Міністрів союзних республік встановлювали почесне звання «Відмінник автомобільних перевезень сільськогосподарських продуктів урожаю ... року».
В багатьох містах засноване звання «Почесний громадянин», яке присвоювалось виконавчими комітетами відповідних Рад народних депутатів.

## Почесні звання союзних республік
Згідно конституцій союзних і автономних республік встановлення почесних звань цих республік і їх присвоєння було компетенцією Президій Верховних Рад відповідних республік. Встановлені наступні почесні звання (колективні і персональні):

### Колективні
| Звання                         | Аз.РСР    | БРСР | Вірм.РСР  | Гр.РСР    | Ест.РСР   | Каз.РСР   | Кирг.РСР  | Лат.РСР   | Лит.РСР   | МРСР      | РРФСР | Тадж.РСР  | Турк.РСР  | Уз.РСР    | УРСР |
| ------------------------------ | --------- | ---- | --------- | --------- | --------- | --------- | --------- | --------- | --------- | --------- | ----- | --------- | --------- | --------- | ---- |
| Заслужений ансамбль            |           |      | Категорія | Категорія | Категорія |           |           |           |           |           |       |           |           | Категорія |      |
| Заслужений виконавчий колектив |           |      |           |           |           |           |           |           |           |           |       |           |           | Категорія |      |
| Заслужений колектив            | Категорія |      | Категорія | Категорія |           | Категорія | Категорія | Категорія | Категорія | Категорія |       |           |           |           |      |
| Заслужений оркестр             |           |      |           | Категорія | Категорія |           |           |           |           |           |       |           |           | Категорія |      |
| Заслужений хор                 |           |      |           |           | Категорія |           |           |           |           |           |       |           |           |           |      |
| Заслужений художній колектив   |           |      |           |           |           |           |           |           |           | Категорія |       | Категорія | Категорія |           |      |

### Персональні
| Звання                                                                                       | Аз.РСР    | БРСР      | Вірм.РСР  | Гр.РСР    | Ест.РСР   | Каз.РСР   | Кирг.РСР  | Лат.РСР   | Лит.РСР   | МРСР      | РРФСР     | Тадж.РСР  | Турк.РСР  | Уз.РСР    | УРСР      |
| -------------------------------------------------------------------------------------------- | --------- | --------- | --------- | --------- | --------- | --------- | --------- | --------- | --------- | --------- | --------- | --------- | --------- | --------- | --------- |
| Заслужена килимкарка                                                                         |           |           |           |           |           |           |           |           |           |           |           |           | Категорія |           |           |
| Заслужений агроном                                                                           | Категорія |           | Категорія | Категорія | Категорія | Категорія | Категорія | Категорія | Категорія | Категорія | Категорія | Категорія | Категорія | Категорія | Категорія |
| Заслужений артист                                                                            | Категорія | Категорія | Категорія | Категорія | Категорія | Категорія | Категорія | Категорія | Категорія | Категорія | Категорія | Категорія | Категорія | Категорія | Категорія |
| Заслужений архітектор                                                                        | Категорія | Категорія | Категорія | Категорія | Категорія | Категорія | Категорія | Категорія | Категорія | Категорія | Категорія | Категорія | Категорія | Категорія | Категорія |
| Заслужений бавовникороб                                                                      |           |           |           |           |           |           |           |           |           |           |           |           | Категорія | Категорія |           |
| Заслужений бібліотекар                                                                       |           |           | Категорія | Категорія |           |           |           |           |           |           |           |           |           |           |           |
| Заслужений будівельник                                                                       | Категорія | Категорія | Категорія | Категорія | Категорія | Категорія | Категорія | Категорія | Категорія | Категорія | Категорія | Категорія | Категорія | Категорія | Категорія |
| Заслужений бухгалтер                                                                         |           |           | Категорія | Категорія |           |           | Категорія |           |           |           |           | Категорія |           |           |           |
| Заслужений ветеринарний лікар                                                                | Категорія |           | Категорія | Категорія | Категорія | Категорія | Категорія | Категорія | Категорія |           | Категорія |           | Категорія |           |           |
| Заслужений винахідник                                                                        | Категорія | Категорія | Категорія | Категорія | Категорія | Категорія | Категорія | Категорія | Категорія | Категорія | Категорія | Категорія | Категорія | Категорія | Категорія |
| Заслужений винороб                                                                           |           |           | Категорія | Категорія |           |           |           |           |           | Категорія |           |           |           |           |           |
| Заслужений геолог                                                                            | Категорія |           | Категорія | Категорія |           |           |           | Категорія |           | Категорія | Категорія | Категорія | Категорія | Категорія | Категорія |
| Заслужений геолог-развідник                                                                  |           | Категорія |           |           |           | Категорія |           |           |           |           |           |           |           |           |           |
| Заслужений гідротехнік                                                                       |           |           |           |           |           | Категорія |           |           |           |           |           |           |           |           |           |
| Заслужений гірник                                                                            |           |           |           |           |           | Категорія |           |           |           |           |           |           |           |           |           |
| Заслужений діяч вищої школи                                                                  |           |           | Категорія |           |           |           |           |           |           |           |           |           |           |           |           |
| Заслужений діяч культури                                                                     |           |           | Категорія | Категорія |           |           |           | Категорія | Категорія |           |           |           |           |           |           |
| Заслужений діяч мистецтв                                                                     | Категорія | Категорія | Категорія | Категорія | Категорія | Категорія | Категорія | Категорія | Категорія | Категорія | Категорія | Категорія | Категорія | Категорія | Категорія |
| Заслужений діяч науки                                                                        |           |           |           |           |           |           |           |           |           |           |           |           |           |           |           |
| Заслужений діяч науки та техніки                                                             |           |           |           |           |           |           |           |           |           |           |           |           |           |           |           |
| Заслужений діяч охорони природи                                                              |           |           |           |           |           |           |           |           |           |           |           |           |           |           |           |
| Заслужений діяч спорту                                                                       |           |           |           |           |           |           |           |           |           |           |           |           |           |           |           |
| Заслужений діяч фізичної культури                                                            |           |           |           |           |           |           |           |           |           |           |           |           |           |           |           |
| Заслужений діяч фізкультури та спорту                                                        |           |           |           |           |           |           |           |           |           |           |           |           |           |           |           |
| Заслужений економіст                                                                         |           |           |           |           |           |           |           |           |           |           |           |           |           |           |           |
| Заслужений енергетик                                                                         |           |           |           |           |           |           |           |           |           |           |           |           |           |           |           |
| Заслужений журналіст                                                                         |           |           |           |           |           |           |           |           |           |           |           |           |           |           |           |
| Заслужений зв'язківець                                                                       |           |           |           |           |           |           |           |           |           |           |           |           |           |           |           |
| Заслужений землевпорядник                                                                    |           |           |           |           |           |           |           |           |           |           |           |           |           |           |           |
| Заслужений зоотехнік                                                                         |           |           |           |           |           |           |           |           |           |           |           |           |           |           |           |
| Заслужений інженер                                                                           |           |           |           |           |           |           |           |           |           |           |           |           |           |           |           |
| Заслужений інженер сільського господарства                                                   |           |           |           |           |           |           |           |           |           |           |           |           |           |           |           |
| Заслужений іригатор                                                                          |           |           |           |           |           |           |           |           |           |           |           |           |           |           |           |
| Заслужений конструктор                                                                       |           |           |           |           |           |           |           |           |           |           |           |           |           |           |           |
| Заслужений лікар                                                                             | Категорія | Категорія | Категорія | Категорія | Категорія | Категорія | Категорія | Категорія | Категорія | Категорія | Категорія | Категорія | Категорія | Категорія | Категорія |
| Заслужений лісівник                                                                          |           |           |           |           |           |           |           |           |           |           |           |           |           |           |           |
| Заслужений майстер                                                                           |           |           |           |           |           |           |           |           |           |           |           |           |           |           |           |
| Заслужений майстер землеробства                                                              |           |           |           |           |           |           |           |           |           |           |           |           |           |           |           |
| Заслужений майстер народної творчості                                                        |           |           |           |           |           |           |           |           |           |           |           |           |           |           |           |
| Заслужений майстер тваринництва                                                              |           |           |           |           |           |           |           |           |           |           |           |           |           |           |           |
| Заслужений майстер професійно-технічної освіти                                               |           |           |           |           |           |           |           |           |           |           |           |           |           |           |           |
| Заслужений меліоратор                                                                        |           |           |           |           |           |           |           |           |           |           |           |           |           |           |           |
| Заслужений меліоратор і іригатор                                                             |           |           |           |           |           |           |           |           |           |           |           |           |           |           |           |
| Заслужений механізатор                                                                       |           |           |           |           |           |           |           |           |           |           |           |           |           |           |           |
| Заслужений механізатор сільського господарства                                               |           |           |           |           |           |           |           |           |           |           |           |           |           |           |           |
| Заслужений наставник молоді                                                                  |           |           |           |           |           |           |           |           |           |           |           |           |           |           |           |
| Заслужений наставник працюючої молоді                                                        |           |           |           |           |           |           |           |           |           |           |           |           |           |           |           |
| Заслужений наставник робітничої молоді                                                       |           |           |           |           |           |           |           |           |           |           |           |           |           |           |           |
| Заслужений нафтовик                                                                          |           |           |           |           |           |           |           |           |           |           |           |           |           |           |           |
| Заслужений письменник                                                                        |           |           |           |           |           |           |           |           |           |           |           |           |           |           |           |
| Заслужений поліграфіст                                                                       |           |           |           |           |           |           |           |           |           |           |           |           |           |           |           |
| Заслужений працівник вищої школи                                                             |           |           |           |           |           |           |           |           |           |           |           |           |           |           |           |
| Заслужений працівник газової промисловості                                                   |           |           |           |           |           |           |           |           |           |           |           |           |           |           |           |
| Заслужений працівник геодезії та картографії                                                 |           |           |           |           |           |           |           |           |           |           |           |           |           |           |           |
| Заслужений працівник геології                                                                |           |           |           |           |           |           |           |           |           |           |           |           |           |           |           |
| Заслужений працівник геологічної служби                                                      |           |           |           |           |           |           |           |           |           |           |           |           |           |           |           |
| Заслужений працівник житлово-комунального господарства                                       |           |           |           |           |           |           |           |           |           |           |           |           |           |           |           |
| Заслужений працівник житлово-комунального господарства і побутового обслуговування населення |           |           |           |           |           |           |           |           |           |           |           |           |           |           |           |
| Заслужений працівник житлово-комунального господарства і служби побуту                       |           |           |           |           |           |           |           |           |           |           |           |           |           |           |           |
| Заслужений працівник охорони здоров'я                                                        |           |           |           |           |           |           |           |           |           |           |           |           |           |           |           |
| Заслужений працівник побутового обслуговування                                               |           |           |           |           |           |           |           |           |           |           |           |           |           |           |           |
| Заслужений працівник побутового обслуговування населення                                     |           |           |           |           |           |           |           |           |           |           |           |           |           |           |           |
| Заслужений працівник побутового та комунального обслуговування населення                     |           |           |           |           |           |           |           |           |           |           |           |           |           |           |           |
| Заслужений працівник комунально-побутової служби                                             |           |           |           |           |           |           |           |           |           |           |           |           |           |           |           |
| Заслужений працівник комунального господарства                                               |           |           |           |           |           |           |           |           |           |           |           |           |           |           |           |
| Заслужений працівник культурно-просвітницької роботи                                         |           |           |           |           |           |           |           |           |           |           |           |           |           |           |           |
| Заслужений працівник культури                                                                |           |           |           |           |           |           |           |           |           |           |           |           |           |           |           |
| Заслужений працівник лісового господарства                                                   |           |           |           |           |           |           |           |           |           |           |           |           |           |           |           |
| Заслужений працівник лісової промисловості                                                   |           |           |           |           |           |           |           |           |           |           |           |           |           |           |           |
| Заслужений працівник легкої промисловості                                                    |           |           |           |           |           |           |           |           |           |           |           |           |           |           |           |
| Заслужений працівник легкої і бавовноочисної промисловості                                   |           |           |           |           |           |           |           |           |           |           |           |           |           |           |           |
| Заслужений працівник народної освіти                                                         |           |           |           |           |           |           |           |           |           |           |           |           |           |           |           |
| Заслужений працівник нафтової та газової промисловості                                       |           |           |           |           |           |           |           |           |           |           |           |           |           |           |           |
| Заслужений працівник охорони громадського порядку                                            |           |           |           |           |           |           |           |           |           |           |           |           |           |           |           |
| Заслужений працівник охорони природи                                                         |           |           |           |           |           |           |           |           |           |           |           |           |           |           |           |
| Заслужений працівник промисловості                                                           |           |           |           |           |           |           |           |           |           |           |           |           |           |           |           |
| Заслужений працівник професійно-технічної освіти                                             |           |           |           |           |           |           |           |           |           |           |           |           |           |           |           |
| Заслужений працівник рибного господарства                                                    |           |           |           |           |           |           |           |           |           |           |           |           |           |           |           |
| Заслужений працівник сільського господарства                                                 |           |           |           |           |           |           |           |           |           |           |           |           |           |           |           |
| Заслужений працівник служби побуту                                                           |           |           |           |           |           |           |           |           |           |           |           |           |           |           |           |
| Заслужений працівник соціального забезпечення                                                |           |           |           |           |           |           |           |           |           |           |           |           |           |           |           |
| Заслужений працівник тваринництва                                                            |           |           |           |           |           |           |           |           |           |           |           |           |           |           |           |
| Заслужений працівник текстильної і легкої промисловості                                      |           |           |           |           |           |           |           |           |           |           |           |           |           |           |           |
| Заслужений працівник торгівлі                                                                |           |           |           |           |           |           |           |           |           |           |           |           |           |           |           |
| Заслужений працівник торгівлі та побутового обслуговування                                   |           |           |           |           |           |           |           |           |           |           |           |           |           |           |           |
| Заслужений працівник торгівлі та громадського харчування                                     |           |           |           |           |           |           |           |           |           |           |           |           |           |           |           |
| Заслужений працівник транспорту                                                              |           |           |           |           |           |           |           |           |           |           |           |           |           |           |           |
| Заслужений працівник фізичної культури                                                       |           |           |           |           |           |           |           |           |           |           |           |           |           |           |           |
| Заслужений працівник фізичної культури та спорту                                             |           |           |           |           |           |           |           |           |           |           |           |           |           |           |           |
| Заслужений працівник фізкультури та спорту                                                   |           |           |           |           |           |           |           |           |           |           |           |           |           |           |           |
| Заслужений працівник харчової індустрії                                                      |           |           |           |           |           |           |           |           |           |           |           |           |           |           |           |
| Заслужений працівник харчової промисловості                                                  |           |           |           |           |           |           |           |           |           |           |           |           |           |           |           |
| Заслужений провізор                                                                          |           |           |           |           |           |           |           |           |           |           |           |           |           |           |           |
| Заслужений пропагандист                                                                      |           |           |           |           |           |           |           |           |           |           |           |           |           |           |           |
| Заслужений раціоналізатор                                                                    |           |           |           |           |           |           |           |           |           |           |           |           |           |           |           |
| Заслужений рибалка                                                                           |           |           |           |           |           |           |           |           |           |           |           |           |           |           |           |
| Заслужений рибовод                                                                           |           |           |           |           |           |           |           |           |           |           |           |           |           |           |           |
| Заслужений садівник                                                                          |           |           |           |           |           |           |           |           |           |           |           |           |           |           |           |
| Заслужений тваринник                                                                         |           |           |           |           |           |           |           |           |           |           |           |           |           |           |           |
| Заслужений технолог                                                                          |           |           |           |           |           |           |           |           |           |           |           |           |           |           |           |
| Заслужений тренер                                                                            |           |           |           |           |           |           |           |           |           |           |           |           |           |           |           |
| Заслужений учитель                                                                           |           |           |           |           |           |           |           |           |           |           |           |           |           |           |           |
| Заслужений учитель професійно-технічної освіти                                               |           |           |           |           |           |           |           |           |           |           |           |           |           |           |           |
| Заслужений учитель школи                                                                     |           |           |           |           |           |           |           |           |           |           |           |           |           |           |           |
| Заслужений хімік                                                                             |           |           |           |           |           |           |           |           |           |           |           |           |           |           |           |
| Заслужений художник                                                                          |           |           |           |           |           |           |           |           |           |           |           |           |           |           |           |
| Заслужений шахтар                                                                            |           |           |           |           |           |           |           |           |           |           |           |           |           |           |           |
| Заслужений юрист                                                                             |           |           |           |           |           |           |           |           |           |           |           |           |           |           |           |
| Майстер бавовни                                                                              |           |           |           |           |           |           |           |           |           |           |           |           |           |           |           |
| Майстер тваринництва                                                                         |           |           |           |           |           |           |           |           |           |           |           |           |           |           |           |
| Народний акин                                                                                |           |           |           |           |           |           |           |           |           |           |           |           |           |           |           |
| Народний артист                                                                              |           |           |           |           |           |           |           |           |           |           |           |           |           |           |           |
| Народний архітенктор                                                                         |           |           |           |           |           |           |           |           |           |           |           |           |           |           |           |
| Народний лікар                                                                               |           |           |           |           |           |           |           |           |           |           |           |           |           |           |           |
| Народний письменник                                                                          |           |           |           |           |           |           |           |           |           |           |           |           |           |           |           |
| Народний письменник (поет)                                                                   |           |           |           |           |           |           |           |           |           |           |           |           |           |           |           |
| Народний поет                                                                                |           |           |           |           |           |           |           |           |           |           |           |           |           |           |           |
| Народний учитель                                                                             |           |           |           |           |           |           |           |           |           |           |           |           |           |           |           |
| Народний художник                                                                            |           |           |           |           |           |           |           |           |           |           |           |           |           |           |           |

1. Майстер нафти
2. Заслужений металург
3. Заслужений машинобудівельник
4. Заслужений кукурудзовод
5. Майстер-садовод
6. Майстер-виноградар
7. Майстер-питомниковод
8. Майстер чаю
9. Майстер тютюну
10. Заслужений вівчар
11. Майстер вівчарства
12. Майстер машинного збирання хліба
13. Майстер поливу
14. Заслужений працівник автотранспорту
15. Заслужений працівник зв'язку
16. Заслужений фармацевт
17. Заслужений викладач
18. Народний співак
19. Майстер прикладного мистецтва

```

```

## Почесні звання автономних республік
1. Заслужений працівник промисловості
2. Заслужений енергетик
3. Заслужений нафтовик
4. Заслужений діяч нафтової та нафтохімічної промисловості
5. Заслужений гірник
6. Заслужений хімік
7. Заслужений машинобудівельник
8. Заслужений працівник целюлозно-паперової та деревообробної промисловості
9. Заслужений працівник лісової промисловості
10. Заслужений винороб
11. Заслужений працівник рибної промисловості
12. Заслужений працівник медичної промисловості
13. Заслужений медичний працівник
14. Заслужений працівник сільського господарства
15. Заслужений агроном

16.  Заслужений рільник
17.  Заслужений рисовод
18.  Заслужений кукурудзовод
19.  Майстер бавовни
20.  Заслужений бавовнороб
21.  Заслужений садовод
22.  Майстер-виноградар
23.  Заслужений виноградар
24.  Майстер тютюну
25.  Заслужений зоотехнік
26.  Заслужений тваринник
27.  Заслужений шовківник
28.  Заслужений землевпорядник
29.  Заслужений механізатор сільського господарства
30.  Заслужений механізатор
32.  Майстер машинного збирання хліба
33.  Заслужений іригатор
34.  Заслужений меліоратор
35.  Майстер поливу
36.  Заслужений ветеринарний лікар
37.  Заслужений лісовод
38.  Заслужений працівник транспорту
39.  Заслужений шофер
40.  Заслужений водій
41.  Заслужений зв'язківець
42.  Заслужений працівник зв'язку
43.  Заслужений будівельник
44.  Заслужений працівник торгівлі та громадського харчування
45.  Заслужений працівник торгівлі
46.  Заслужений працівник побутового обслуговування населення
47.  Заслужений працівник служби побуту
48.  Заслужений працівник житлово-комунального господарства
49.  Заслужений працівник охорони здоров'я
50.  Заслужений лікар
51.  Заслужений провізор
52.  Заслужений діяч фізкультури та спорту
53.  Заслужений працівник фізичної культури та спорту
54.  Заслужений діяч школи
55.  Заслужений учитель школи
56.  Заслужений учитель професійно-технічної освіти
57.  Заслужений майстер професійно-технічної освіти
58.  Заслужений працівник професійно-технічної освіти
59.  Заслужений працівник вищої школи
60.  Народний артист
61.  Заслужений артист
62.  Заслужений діяч мистецтв
63.  Народний художник
64.  Заслужений художник
65.  Народний письменник
66.  Заслужений письменник
67.  Народний поет
68.  Заслужений журналіст
69.  Заслужений працівник культури
70.  Заслужений бібліотекар
71.  Заслужений діяч науки та культури
72.  Заслужений діяч науки та техніки
73.  Заслужений діяч науки
74.  Заслужений геолог
75.  Заслужений юрист
76.  Заслужений працівник міліції
77.  Заслужений технік
78.  Заслужений інженер
79.  Заслужений винахідник
80.  Заслужений раціоналізатор
81.  Заслужений економіст
82.  Заслужений бухгалтер
83.  Заслужений працівник народного господарства
84.  Заслужений раціоналізатор та винахідник
```

```